# Hypercodia disparalis
Hypercodia disparalis là một loài bướm đêm trong họ Noctuidae.